# RAN
RAN (англ. RAN, member RAS oncogene family) – білок, який кодується однойменним геном, розташованим у людей на короткому плечі 12-ї хромосоми.  Довжина поліпептидного ланцюга білка становить 216 амінокислот, а молекулярна маса — 24 423.
| 10         |  | 20         |  | 30         |  | 40         |  | 50         |
| ---------- |  | ---------- |  | ---------- |  | ---------- |  | ---------- |
| MAAQGEPQVQ |  | FKLVLVGDGG |  | TGKTTFVKRH |  | LTGEFEKKYV |  | ATLGVEVHPL |
| VFHTNRGPIK |  | FNVWDTAGQE |  | KFGGLRDGYY |  | IQAQCAIIMF |  | DVTSRVTYKN |
| VPNWHRDLVR |  | VCENIPIVLC |  | GNKVDIKDRK |  | VKAKSIVFHR |  | KKNLQYYDIS |
| AKSNYNFEKP |  | FLWLARKLIG |  | DPNLEFVAMP |  | ALAPPEVVMD |  | PALAAQYEHD |
| LEVAQTTALP |  | DEDDDL     |  |            |  |            |  |            |

A: Аланін

C: Цистеїн

D: Аспарагінова кислота

E: Глутамінова кислота

F: Фенілаланін

G: Гліцин

H: Гістидин

I: Ізолейцин

K: Лізин

L: Лейцин

M: Метіонін

N: Аспарагін

P: Пролін

Q: Глутамін

R: Аргінін

S: Серин

T: Треонін

V: Валін

W: Триптофан

Задіяний у таких біологічних процесах як взаємодія хазяїн-вірус, транспорт, транспорт білків, клітинний цикл, поділ клітини, мітоз. 
Білок має сайт для зв'язування з нуклеотидами, ГТФ. 
Локалізований у цитоплазмі, ядрі.